# Käthe Bierbaumer
Käthe Bierbaumer, auch Katharina Bierbaumer (* 4. Juli 1884 in Neustift im burgenländischen Bezirk Mattersburg; † nach 1942), war eine Wegbereiterin des Nationalsozialismus in Deutschland. Sie war Verlegerin, Unternehmerin, Sponsorin der Thule-Gesellschaft und Investorin des Franz-Eher-Verlags. Sie ist bekannt als Geldgeberin Adolf Hitlers in der frühen Zeit der NSDAP nach dem Ersten Weltkrieg.

## Jugend, frühe Zeit in Deutschland
Käthe Bierbaumer wurde am 4. Juli 1884 in Neustift (heute Újteleki) im burgenländischen Bezirk Mattersburg bei Ödenburg (heute als Sopron Teil Ungarns) geboren. Ihre Familie soll noch vor dem Ersten Weltkrieg in das Osmanische Reich ausgewandert sein. Es ist unbekannt, unter welchen Umständen sie während des Ersten Weltkriegs oder danach nach Deutschland gelangt ist. Spätestens seit 1918 scheint sie in Bad Aibling im Umfeld des Germanenordens und der Thule-Gesellschaft gelebt zu haben. Spätere Wohnsitze waren in Bad Sachsa und Freiburg im Breisgau.

## Thule-Gesellschaft
Katharina Bierbaumer war Mitglied des Germanenordens und der Thule-Gesellschaft sowie Haupt-Gesellschafterin des Verlags Franz Eher Nachfahren in München. Sie war die Lebensgefährtin, Förderin und Partnerin von Rudolf von Sebottendorff (eigentlich Adam Alfred Rudolf Glauer), der seit August 1918 Redakteur des vom Verlag Franz Eher herausgegebenen Münchner Beobachters (der Vorläuferzeitung des NSDAP-Parteiorgans Völkischer Beobachter) war. Am 14. September 1918 wurde sie mit der Adresse Parkstraße 335 in Bad Aibling als Eigentümerin des Verlags Franz Eher Nachfahren ins Handelsregister eingetragen. Am 30. September 1918 firmierte der Verlag in „Franz Eher Nachfolger GmbH“ um. Als Gesellschafterinnen waren nun Käthe Bierbaumer (mittlerweile als in Freiburg wohnhaft angegeben) und Sebottendorffs Schwester Dora Kunze eingetragen.
Am 17. Dezember 1920 erwarb die NSDAP das Blatt über den Strohmann Anton Drexler für 120.000 Mark von seinen acht Eignern, bevor das Eigentum dann im November 1921 auf Adolf Hitler übertragen wurde. Nach anderen Informationen soll Hitler am 17. Dezember zusammen mit Käthe Bierbaumer und Dora Kunze als Hauptteilhaber ins Handelsregister eingetragen worden sein. Käthe Bierbaumer soll auch zu den finanziellen Gönnern von Hitler persönlich gehört haben.

## Während der NS-Diktatur
Am 13. Januar 1934 erstattete Käthe Bierbaumer eine Eingabe an Rudolf Heß als ehemaliges Mitglied der Thule-Gesellschaft für den auf der Grundlage einer „Denunziation“ in Schutzhaft genommenen Rudolf Freiherr von Sebottendorf. Die Eingabe wurde an die Bayerische Politische Polizei weitergeleitet, die Sebottendorf als Schwindler und Hochstapler klassifizierte. Der Stab des Stellvertreters des Führers (StdF) hatte keine Bedenken gegen Sebottendorfs Ausweisung.

## Internierung auf der Isle of Man
Käthe Bierbaumer war unter der Registrierungsnummer 1388 mehrere Jahre lang als Enemy Alien auf der Isle of Man und im Vereinigten Königreich interniert. Nach Aufzeichnungen des Rushen Internment Camps auf der Isle of Man soll Bierbaumer am 16. September 1937 in Großbritannien eingereist sein. Ihre letzte Adresse außerhalb des Vereinigten Königreichs war die Pension Ville Frey in Bern. Sie besaß den österreichischen Pass Nr. 235, der am 14. Januar 1929 in München (sic!) ausgestellt worden war. Mit Urteilsspruch Nr. 2 der Metro Police vom 20. Dezember 1938 wurde ihre Internierung angeordnet. Am 3. Mai 1940 wurde sie vom Secretary of State von einer Internierung bis auf weiteres befreit. Sie scheint aber später dennoch interniert worden zu sein, da ihr am 11. November 1940 erlaubt wurde, das Rushen Camp zu verlassen, um das Gericht in Douglas und das Home Office Advisory Committee aufzusuchen. Am selben Tage wurde notiert, dass sie weiter zu internieren sei. Am 4. Oktober 1941 verließ sie in Begleitung die Isle of Man mit dem Ziel 101 Nightingale Lane, London. Sie scheint auf die Isle of Man zurückgekehrt zu sein, da für den 13. Oktober 1943 verzeichnet ist, dass sie die Insel erneut in Begleitung verlassen hat, nun mit dem Ziel einer „Repatriierung“. Danach verlieren sich ihre Spuren.